# کلاغ‌وارگان
کلاغ‌وارگان (به لاتین: Corvida)، یکی از دو "فروراستۀ" موجود در زیر راسته گنجشک‌سانیان (پرندگان آوازخوان) (به لاتین: Passeri) بود، همان‌طور که در رده‌بندی سیبلی-آلکوئیست پیشنهاد شد، دیگری گنجشک‌وارگان (Passerida) بود. روش استاندارد آرایه‌شناسی آنها را در رتبه فروراسته قرار می‌دهد.
تحقیقات اخیر نشان می‌دهد که این یک کلاد مشخص از گروهی از نزدیک‌ترین خویشاوندان و هیچ چیز دیگری نیست، اما به جای آن یک درجه تکاملی است. به این ترتیب، در روش‌های نوین رها شده است و با تعدادی بالاخانواده که در بین گنجشک‌سانان نسبتاً پایه‌ای در نظر گرفته می شوند، جایگزین شده است.
فرض بر این بود که زادآوری همیاری - که در بسیاری یا اکثر اعضای پری‌الیکاییان، عسل‌خواران، پرستوجنگلیان و کلاغان وجود دارد، در مقایسه با دیگران - یک شاخه‌بندی رایج این گروه است.  اما همان‌طور که تبارزایی  به روز شده نشان می دهد، این ویژگی بیشتر نتیجه فرگشت موازی است، شاید به این دلیل که گنجشک‌سانیان اولیه مجبور بودند با بسیاری از پرندگان از نظر زیست‌محیطی مشابه رقابت کنند (نگاه کنید به نزدیک گنجشک‌سان).

## جایگاه خانواده‌های "کلاغ‌وارگان"
این جدول، به ترتیب رده‌بندی، خانواده‌هایی را که توسط رده‌بندی سبیلی-آلکوئیست در "کلاغ‌وارگان" در ستون سمت چپ قرار گرفته اند، فهرست می کند. ستون سمت راست شامل جزییاتی از قرارگیری آنها در رده‌بندی مدرن است.
کلاغ‌واران و عسل‌خوارواران نیز اساساً در بین Passeri قرار می‌گیرند. با این حال، آنها گروه هایی به اندازه کافی بزرگ هستند که به تنهایی بالاخانواده‌ها در نظر گرفته شوند.
| خانواده                                                            | قرارگیری مدرن                                                                               |
| ------------------------------------------------------------------ | ------------------------------------------------------------------------------------------- |
| Menuridae: چنگ‌مرغان                                                | Basalmost Passeri ، نزدیک به Atrichornithidae                                               |
| Atricornithidae : پرندگان بوته‌ای                                   | Basalmost Passeri، نزدیک به Menuridae                                                       |
| دارخزکان استرالزی : دارخزک استرالیایی                              | Basal Passeri، نزدیک به Ptilonorhynchidae                                                   |
| مرغ کریچ‌ساز : پرندگان کریچ‌ساز                                      | Basal Passeri، نزدیک به Climacteridae                                                       |
| پری‌الیکاییان : پری‌الیکاییان، الیکایی شترمرغی و الیکایی چمنی        | Meliphagoidea. امروزه چندین خانواده                                                         |
| عسل‌خوار : عسل خواران و وابستگان                                    | Meliphagoidea                                                                               |
| خال‌سفید : خال‌سفید ، خس‌نشین‌ها ، نوک‌خاری‌ها، و خوش‌نوا                 | Meliphagoidea. امروزه چندین خانواده; Pardalotidae مناسب ممکن است متعلق به Meliphagidae باشد |
| سینه‌سرخ‌های استرالزی : سینه‌سرخ‌های استرالیایی                        | Passeri طبقه‌بندی نامشخص ، نزدیک به Picathartidae                                            |
| چوب‌پیمایان : چوب‌پیماها                                             | Passeri incertae sedis ، نزدیک به Pomatostomidae                                            |
| لیکویان استرالزی : لیکوهای استرالیایی                              | Passeri incertae sedis ، نزدیک به Orthonychidae                                             |
| Cinclosomatidae : پرندگان شلاقی و وابستگان                         | Corvoidea incertae sedis ، روابط با Pachycephalidae حل نشده است                             |
| Neosittidae : sittellas                                            | Corvoidea                                                                                   |
| سردرشتان : سار طوقی ، سنگ‌چشم‌باسترک ، pitohuis و وابستگان           | Corvoidea incertae sedis ، بسیار پیراتباری و روابط با Cinclosomatidae حل نشده است           |
| بوچانگایان : مگس‌گیر شهریار و وابستگان                              | Corvoidea. احتمالا پیراتباری                                                                |
| کوکوسنگ‌چشم : فاخته‌ها و تریل‌ها (در ابتدا در Laniidae گنجانده شد)    | Corvoidea                                                                                   |
| پری‌شاهرخان : پری‌شاهرخ‌ها                                            | Corvoidea                                                                                   |
| سیاه‌پرگان : سیاه‌پره‌ایان آمریکایی / اورئول، گرکل و مرغ گاو          | Passerida : Passeroidea (بیشتر "مدرن" اصل و نسب اصلی پرندگان آواز خوان)                     |
| پرستوجنگلیان : پرستوی جنگلی ، مرغ قصاب ، کلاغ زنگی و زاغی استرالیا | Corvoidea                                                                                   |
| مرغ بهشت : پرندگان بهشتی                                           | Corvoidea                                                                                   |
| مرغان براق : مرغ براق (شامل در Paradisaeidae)                      | Passeri incertae sedis، احتمالاً نزدیک به Callaeidae                                         |
| کلاغان : کلاغ‌ها ، غراب و غیره.                                     | Corvoidea                                                                                   |
| گل‌آشیان : زاغ بال‌سفید مرغ حواری                                    | Corvoidea                                                                                   |
| پشت‌آبی : پشت‌آبی                                                    | Passeri incertae sedis، نزدیک به Passeroidea یا سسک تاجی (پادشاه)                           |
| Laniidae : سنگ‌چشم                                                  | Corvoidea                                                                                   |
| سنگ‌چشم کلاه‌خودی: سنگ‌چشم کلاه‌خودی (در ابتدا در Laniidae گنجانده شد) | Corvoidea                                                                                   |
| سنگ‌چشم بیشه: بوته‌ها و وابستگان (در ابتدا در Laniidae گنجانده شد)   | Corvoidea                                                                                   |
| سرودخوان : سرودخوان‌ها                                              | Corvoidea                                                                                   |
| وانگا : وانگاها                                                    | Corvoidea                                                                                   |
| Turnagridae : piopios                                              | Corvoidea (شامل در Oriolidae)                                                               |
| غبغبکی‌ : پرندگان دریایی نیوزلند                                    | Passeri incertae sedis ، احتمالاً نزدیک به Cnemophilidae                                     |

علاوه بر این، خانواده‌های زیر در "کلاغ‌وارگان" گنجانده نشده‌اند، اگرچه نزدیک‌ترین روابط آنها با گونه‌های موجود در آن‌ها است:
| خانواده                                                 | قرار دادن سیبلی-آلکودیست             | قرارگیری مدرن                                           |
| ------------------------------------------------------- | ------------------------------------ | ------------------------------------------------------- |
| چشم‌پوپی : چشم‌پوپی                                       | Passerida (در مگس‌گیران)              | Corvoidea                                               |
| گرکلاغ: مرغ سنگی                                        | Passerida                            | Passeri incertae sedis، نزدیک به Petroicidae            |
| سنگ‌پر:                                                  | Passerida ( توکایان)                 | Passeri incertae sedis، نزدیک به Petroicidae            |
| شاه‌توت‌کوبان: دارکوب و نوک‌دراز                           | Passerida                            | Passeri incertae sedis، احتمالاً نزدیک به Cnemophilidae  |
| شاه‌توت‌کوب نگارین : شاه‌توت‌کوب چرخ‌ریسکی و شاه‌توت‌کوب کاکلی | Passerida (شامل در Melanocharitidae) | Passeri incertae sedis ، احتمالاً نزدیک به Cnemophilidae |